# هلند اتریش
هلند اتریش شامل بخش بزرگتری از هلند هابسبورگ بین سالهای ۱۷۱۴ و ۱۷۹۷ بود. این دوره با تصرف هلند اسپانیایی سابق تحت معاهده راشتات به وسیله اتریش در ۱۷۱۴ آغاز شد و تا انقلاب فرانسه و الحاق این قلمرو به فرانسه پس از نبرد اسپریمونت در ۱۷۹۴ و صلح بازل در ۱۷۹۵ ادامه داشت. اتریش، اما ادعای خود را در مورد این داستان تا ۱۷۹۷ و پیمان کامپو فورمیو حفظ کرد.
هلند اتریش قلمرو غیرهمسایه را تشکیل می‌داد که متشکل از مناطق غربی و مرکزی بلژیک و همچنین قسمت بزرگی از لوکزامبورگ بود که توسط شاهزاده-اسقف‌نشین لیژ نصف شده‌است. زبان‌های غالب آلمانی (از جمله لوکزامبورگی)، هلندی (فلاندری) و فرانسوی، و همراه با پیکاردی و والونی.

در نتیجه پیمان Barrier Treaties از ۱۷۰۹–۱۷۱۵، امپراتور مقدس روم کارل ششم علاقه چندان آشکاری به حکومت روزمره هلند اتریش نداشت؛ با این وجود او اصرار داشت که کنترل نهایی مناطق مورد نظر را حفظ کند. این امر باعث ناامیدی ساکنان اتریش شد، خصوصاً به این دلیل که سربازان هلندی با پولی که باید از خود هلندی‌های اتریش تهیه شود، اداره می‌شدند. جنگ ۱۷۴۰–۱۷۴۸ نشان داد که اتریش از قبل علاقه چندانی به حفظ هلند اتریشی نداشت: نزاع مداوم در میان فرماندهان متفقین به این معنی بود که فرانسوی‌ها در طول لشکرکشی‌ها ابتکار عمل را حفظ کرده و استحکاماتی که بیشتر توسط نیروهای هلندی دفاع می‌شد، با سهولت توسط ارتش فرانسه تصرف شد. اگرچه پیمان اکس لا شاپل مقرر کرده بود که پادگان‌های هلند باید دوباره شهرهای مانع را اداره نمایند اما دختر و جانشین کارل، ماریا ترزا و مشاورش ونتسل آنتون دیگر از پرداخت هزینه این نیروها خودداری کردند، مگر اینکه در مورد توافق‌نامه‌های تجاری جدید مذاکره شود. در پایان، جمهوری از پرداخت هزینه‌های بازسازی استحکامات یا اعزام نیرو امتناع ورزید، اما با ویرانی شهرهای مانع، راه حمله جدید به هلند اکنون باز شده‌است، وی چاره چندانی نداشت. هنگامی که اتریش و فرانسه به اتحاد در سال ۱۷۵۶، در عمل هیچ هدفی در معاهده موانع وجود نداشت. در سال ۱۷۸۱ آرشیدوک اتریش، امپراتور یوزف دوم، یک طرفه از این پیمان صرف نظر کرد.